# Parque Forestal de Entrevías
El Parque Forestal de Entrevías es una zona verde de 497 213 m² situada en el barrio de Entrevías, al sur del distrito Puente de Vallecas (Madrid, España) con arbolado consolidado, en su mayoría coníferas. Acondicionado en los años 1970 el pinar ya existente, hoy en día constituye uno de los parques públicos más grandes de la ciudad. Además, es uno de los tramos por donde discurre el Anillo ciclista de Madrid. 

## Áreas
Este parque se integra junto a otras zonas verdes colindantes:
- El Parque Urbano de Entrevías que dispone de un auditorio, zonas deportivas e infantiles.
- El Parque de la Comunidad, situado en la cornisa del Barrio de Entrevías,  destaca por los vistosos miradores a la zona sur de Madrid. Este espacio dispone de área infantil.
- Parque del Soto de Entrevías, parque educativo con senda botánica.[1]

## Arbolado
Posee un total de 16.464 unidades arbóreas. De las cuales un 29% son ciprés de Arizona, un 24% pino carrasco, un 15% de pino piñonero y un 7% de cedro del Atlas. 
Por otra parte, la superficie de macizos arbustivos es de 1372 m². Siendo un 55% de adelfa, un 12% de taray y un 10% de gayomba.

## Accesos
Las líneas de autobús 88, 102 y 111 de la EMT sirven al parque forestal. La estación de Cercanías Asamblea de Madrid-Entrevías es la más cercana. Además, también se puede llegar mediante el servicio de Bicimad.